# جون نافا
جون نافا (بالإنجليزية: John Nava)‏ هو فنان منسوجات ‏ ورسام أمريكي، ولد في 1947.